# Піросульфат калію
Піросульфат калію або дисульфат калію — неорганічна сполука з хімічною формулою K2S2O7.

## Виготовлення
Піросульфат калію отримують шляхом термічного розкладання інших солей, безпосередньо з бісульфату калію:
2 KHSO4 → K2S2O7 + H2O
Однак, температури вище 600°C додатково розкладають піросульфат калію на сульфат калію та триоксид сірки:
K2S2O7 → K2SO4 + SO3
Інші солі, такі як трисульфат калію, також можуть розкладатися на піросульфат калію.

## Хімічна структура
Піросульфат калію містить піросульфат-аніон, який має дихроматоподібну структуру. Молекулярну геометрію можна візуалізувати у вигляді тетраедра з двома кутами, що мають спільну конфігурацію аніона SO4 і атому кисню, що з’єднані центральним містком. Напівструктурна формула піросульфат-аніона O3SOSO32−. Ступінь окислення сірки в цій сполукі +6.

## Використання
Піросульфат калію використовується в аналітичній хімії; зразки змішують з піросульфатом калію (або сумішшю піросульфату калію та фториду калію), щоб забезпечити повне розчинення перед кількісним аналізом.
Сполука також присутня як каталізатор разом із оксидом ванадію (V) у промисловому виробництві триоксиду сірки.

## Дивіться також
- Піросульфат натрію(інші мови)